# رئیس مجلس سنای اسپانیا
رئیس مجلس سنا اسپانیا سخنگوی سنای اسپانیا، مجلس اعلا کرتس خنرالس اسپانیا است. این چهارمین مرجع کشور پس از پادشاه (رئیس کشور)، نخست‌وزیر (رئیس دولت) و رئیس کنگره نمایندگان (رئیس مجلس عوام) است. وی در میان و توسط سناتورهای فعلی انتخاب می‌شود و در صورت عدم توانایی اعمال قدرت، معاونان سنا جایگزین وی می‌شوند.